# Plantations et huileries du Congo
Plantations et Huileries du Congo (PHC) est une entreprise privée agricole spécialisée dans les plantations d’huile de palme. La société gère des plantations à Boteka, dans la province de l'Équateur,  à Yaligimba, dans la province de la Mongala, et à Lokutu, dans la province de la Tshopo.

## Histoire
L'entreprise d'origine Huileries du Congo belge (HCB) est fondée en 1911 par la firme britannique Lever Brothers (Unilever) pour fournir en huile de palme la savonnerie de Port Sunlight au Royaume-Uni. Après l'indépendance du Congo belge, elle devient Plantations Lever au Zaïre (PLZ) dans les années 1960 puis Plantations et huileries du Congo (PHC) depuis 1997. 
Le 3 septembre 2009, PHC est une filiale de Feronia après le rachat de 76,2 % des parts des plantations du groupe Unilever du Congo. En novembre 2020, Kuramo Capital devient actionnaire majoritaire de PHC.
Depuis février 2021, la société est pour la première mise sous la direction entièrement congolaise.

## Plantations et usines

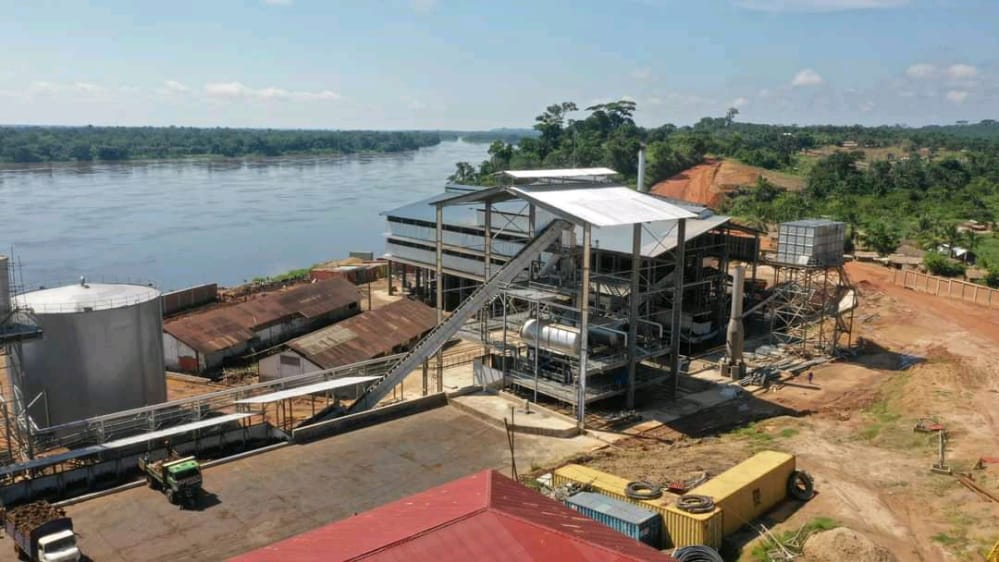
Huilerie de Lokumete.

La société dispose de trois plantations et de trois usines où elle mène ses activités : 
- Boteka (13 542 hectares), 120 km à l'est de Mbandaka, établie dans les années 1910
- Lokutu (63 560 hectares), située à 250 km de Kisangani, fondée dans les années 1920
- Yaligimba (30 199 hectares), à 60 km de Bumba, fondée dans les années 1930

## Produits
Elle produit de l'huile de palme brute et de l'huile de palmiste.